# Rosa persica
|  | No s'ha de confondre amb Rosa foetida, una altra rosa groga de Pèrsia. |

La Rosa persica és una espècie atípica de rosa i antigament havia estat considerada d'un gènere diferent, Hulthemia. És nadiua dels deserts i les estepes de l'Àsia central, des de l'Iran fins a Afganistan al sud fins a la Sibèria occidental al nord. El primer botànic a fer-ne una descripció científica va ser André Michaux, el gener de 1784, al mont Zagros en la ruta entre Buixehr i Siraz. També qui va dur les seves llavors a Europa per primer cop.

## Descripció
És un arbust baix, de 50 a 80 cm, amb les tiges de color marró vermellós i que presenta molts rebrots des de les arrels. La característica més distintiva són les seves fulles que són simples i sense estípules (a diferència de tots els altres membres del gènere que les tenen compostes de 3 a 7 folíols i pinnades) de 1.5 a 3 cm de llarg i dentades. Les flors són daurades amb una taca a la base dels pètals amarronada. En el seu hàbitat natural les arrels aprofundeixen molt en el sòl i d'ells en neixen rebrots. A Iran es recullen aquestes plantes com a combustible quan ja s'ha collit el gra. És difícil de fer créixer en jardins i rarament s'hi en cultiven.

## Híbrids i cultivars
Rosa persica pot hibridar-se amb altres roses, i aquests híbrids es coneixen com a híbrids ×Hulthemosa o híbrids Hulthemosa persica. Cal remarcar però, que la majoria dels grocs de les roses cultivades provenen d'altres roses silvestres grogues en especial de Rosa foetida.

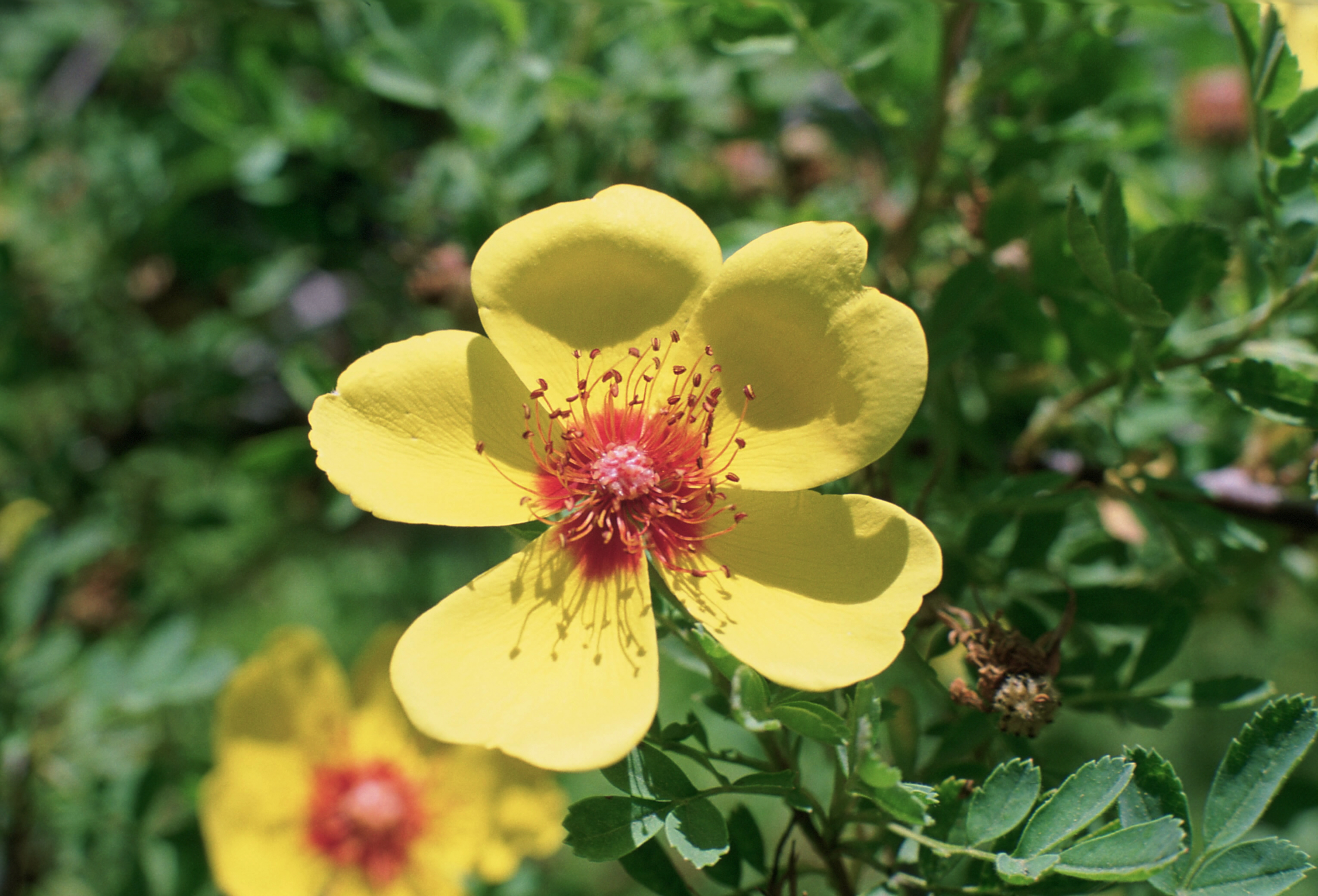
Flor de Hulthemosa hardii

El primer híbrid del qual se'n té constància és Rosa x hardii també anomenada Hulthemosa hardii un híbrid entre Rosa clinophylla i Rosa persica i que es va obtenir al Jardin du Luxemburg abans del 1836. El seu conreu va ser iniciat per Julien-Alexandre Hardy. Arriba als 2m i presenta fulles de set folíols verd fosc i flors simples de color groc viu amb la taca típica de R. persica a la base.
Des dels anys 70, Harkness i col·laboradors s'han interessat per crear cultivars creuant R. persica amb altres roses.
Els primers, dels anys 80 són descendents directes de R. persica:
- 'Tigris' de 1985. Resultat de Rosa persica × Trier (Almesc híbrid, Lambert, 1904)[10]
- 'Euphrates' de 1986. Encreuament Rosa persica amb Fairy Changeling[11]
- 'Nigel Hawthorne' de 1989. Rosa persica × Harvest Home[12]

L'any 2009 van introduir tres cultivars més dels quals no han detallat l'ascendència, però que continuen presentant l'estigma de R. persica i es presenten comercialment com a Persian Mystery Roses:
- 'Alissar, Princess of Phoenicia'[13]
- 'Persian Mystery'[14]
- 'The Sun and the Heart'[15]

## Espècies similars
Altres espècies de roses amb les flors grogues inclouen:
- R. banksiae
- R. ecae (sin. R. xanthina var. ecae)
- R. foetida (sin.: R. lutea)
- R. gigantea (sin. R. × odorata var. gigantea)
- R. hemisphaerica (sin. R. sulphurea)
- R. kokanica
- R. primula
- R. xanthina